# شهرستان سلمان
شهرستان سلمان (به عربی: قضاء السلمان) یک شهرستان در عراق است که در استان مثنی واقع شده‌است.